# Marjo Hippi
Marjo Hippi (Nurmo, 4 de febrero de 1978) es una deportista finlandesa que compitió en curling. Ganó una medalla de bronce en el Campeonato Europeo de Curling Femenino de 2015.

## Palmarés internacional
| Campeonato Europeo | Campeonato Europeo  | Campeonato Europeo | Campeonato Europeo |
| Año                | Lugar               | Medalla            | Prueba             |
| ------------------ | ------------------- | ------------------ | ------------------ |
| 2015               | Esbjerg (Dinamarca) | Medalla de bronce  | Equipo             |